# Licuriciu, Teleorman
Licuriciu este un sat în comuna Călinești din județul Teleorman, Muntenia, România. Se află în partea centrală a județului, în Câmpia Găvanu-Burdea. La recensământul din 2002 avea o populație de 739 locuitori.
Bulgarii s-au stabilit in sat în perioadele 1806-1814 și 1828-1834. În perioada 1910-1920, satul era pur bulgar cu 1.380 de bulgari originari din zona Beala Slatina. Lucrările de teren din 1972 au arătat prezența a peste 400 de familii, aproape exclusiv bulgare. 
Registrul de evidență al populației din 1838 înregistrează prezența a 69 de gospodării „sârbești” în Licuriciu (bulgarii din Țările Române erau înregistrați drept sârbi în documentele vremii). Se știe că bulgarii coloniști proveneau din teritoriile bulgare de vest. La sfârșitul secolului al XIX-lea populația era formată din 215 familii (986 persoane), majoritatea bulgari, care trăiau într-o relativă izolare de vecinii români. Gustav Weigand a vizitat satul în 1898 și l-a inclus ulterior în atlasul său ca localitate cu populație bulgară.

## Personalități
- Marin Constantin (1950 - 2020), violonist, dirijorul Orchestrei Ansamblului "Doina Oltului" din Slatina.